# چفت‌سر (قائم‌شهر)
چفت‌سر، روستایی است از توابع بخش مرکزی شهرستان قائم‌شهر در استان مازندران ایران.

## جمعیت
این روستا در نوکندکلا قرار داشته و براساس آخرین سرشماری مرکز آمار ایران که در سال ۱۳۸۵ صورت گرفته، جمعیت آن ۱۷۲نفر (۴۲خانوار) بوده‌است.